# Меморіал Асталоша
Меморіальний турнір Лайоша Асталоша (угор. Asztalos Lajos emlékversenyeket) — міжнародний шаховий турнір, який організовувала Шахова федерація Угорщини щороку влітку впродовж 1958—1971 років на пам'ять про Лайоша Асталоша (1889—1956).

## Призери
- 1958, Балатонфюред — 1. Портіш; 2. Толуш; 3—4. Білек, Сабо.
- 1959, Балатонфюред — 1. Холмов; 2. Ульман; 3—5. Білек, Портіш, Уйтелкі.
- 1960, Балатонфюред — 1—2. Білек, Хонфі; 3—5. Дам'янович, Клюґер, Лендьєл.
- 1961, Дебрецен — 1—2. Болеславський, Хааґ; 3. Суетін.
- 1962, Кечкемет — 1. Холмов; 2—3. Портіш, Сабо.
- 1963, Мішкольц. 1. Таль; 2. Бронштейн; 3. Білек.
- 1964, Печ — 1—2. Бобоцов, Гіпсліс; 3. Дей.
- 1965, Дьюла — 1. Корчной; 2—3. Лендьєл, Хонфі.
- 1966, Сомбатгей. 1—2. Бронштейн, Ульман; 3. Флеш.
- 1967, Шалґотар'ян — 1—3. Барцаї, Білек, Шамкович.
- 1968, Дебрецен — 1. Ліберзон; 2—3. Барца, Радулов.
- 1969, Залаеґерсеґ — 1. Тайманов; 2—4. Білек, Хонфі, Ріблі.
- 1971, Байя — 1. Форінтош; 2. Багіров; 3—4. Лендьєл, Чокилтя.